# Partidul Democrat (Italia)
Partito Democratico (Partidul Democrat, PD) este un partid politic social democrat din Italia. Secretarul partidului este Enrico Letta, care a fost ales de adunarea națională în marite 2021, după demisia fostului lider Nicola Zingaretti, în timp ce președintele este Valentina Cuppi.
PD a fost fondat în 2007 după fuziunea mai multor partide de centru-stânga care au făcut parte din lista alianței numită Măslinul la alegerile din 2006, în principal social-democrații Democrații Stângii (DS), succesorul Partidului Comunist Italian și Partidul Democrat aș Stângii, care a fost pliat cu mai multe partide social-democrate (Federația Muncii și Social Creștinii, printre altele) în 1998, precum și Democrația este Libertatea – Margareta (DL), de inspirație în mare parte catolică, o fuziune a Partidului Popular Italian (moștenitorul aripii de stânga a Partidului Democrație Creștină), Democrații și Reînnoirea Italiană în 2002. Deși partidul a fost influențat și de liberalismul social și de progresismul calei a treia, în special sub conducerea lui Matteo Renzi, principalele tendințe ideologice ale PD sunt social-democrația și tradiția creștină de stânga.
Între 2013 și 2018, guvernul italian a fost condus de trei prim-miniștri democrați succesivi, și anume Letta (2013-2014), Renzi (2014-2016) și Paolo Gentiloni (2016-2018). PD a fost al doilea partid ca mărime la alegerile generale din 2018, dar coaliția de centru-stânga a ajuns pe locul trei. Partidul a revenit la guvernare în septembrie 2019 cu Cabinetul Conte 2, în calitate de partener junior al Mișcării Cinci Stele, și s-a alăturat guvernului de uniune națională, cel al lui Draghi, care cuprinde și Liga și Forza Italia, în februarie 2021. Începând cu 2021, partidul conduce cinci guverne regionale.
Democrații proeminenți includ foștii lideri Walter Veltroni, Dario Franceschini, Maurizio Martina și Nicola Zingaretti. Fosti membri includ Giorgio Napolitano (Președintele Italiei, 2006–2015), Sergio Mattarella (Președintele Italiei, 2015–prezent), patru prim-miniștri (Romano Prodi, Giuliano Amato, Massimo D'Alema și Renzi) și trei foști lideri (Pier Luigi Bersani, Guglielmo Epifani și Renzi), precum și David Sassoli (Președintele Parlamentului European, 2019-2022), Francesco Rutelli, Pietro Grasso și Carlo Calenda.

## Personalități
- Romano Prodi, fost președinte al Comisiei Europene (Comisia Prodi), primul președinte al partidului
- Walter Veltroni, primar al Romei între 2001-2008
- Matteo Renzi, premier al Italiei între 2014-2016
- David Sassoli, președintele Parlamentului European (din 2019)